# (27400) Mikewong
(27400) Mikewong ist ein Asteroid, der sich zwischen Mars und Jupiter auf einer Umlaufbahn befindet. Die absolute Helligkeit beträgt 14,1 mag. Am 11. März 2000 wurde der Asteroid von LONEOS entdeckt.